# Алегзандер-Сити
Алегзандер-Сити (англ. Alexander City) — город в США в округе Таллапуса штата Алабама.
Находится в восточно-центральной части штата Алабама, в 120 км к юго-востоку от Бирмингема. Первые поселения появились в 1836 году, а золото было обнаружено в начале 1840-х годов. До 1873 года он был известен как Янгсвилл, а затем был назван в честь генерала Эдварда Портера Александера, президента железной дороги Savannah and Memphis (Central of Georgia) Railroad. К югу от него находится плотина Мартина на реке Таллапуса, обеспечивающая электроэнергией.
Основная экономическая деятельность города — производство одежды; также важны производство изделий из металла, тканей и торгового оборудования. Здесь расположен кампус Общественного колледжа Центральной Алабамы. Водохранилище Мартин, образованное плотиной (1926 г.), имеет более 750 миль (1200 км) рекреационной береговой линии и является центром развивающейся туристической индустрии. Неподалёку находится Национальный военный парк Хорсшу-Бенд, где войска Эндрю Джексона разгромили индейцев криков (1814 г.) в войне 1812 года. Парк штата Винд-Крик находится в 7 милях (11 км) к юго-востоку от города. Инкорпорирован в 1872 году. Население: (2000 г.) 15 008 человек; (2010 г.) 14 875 человек.